# Бозизе, Франсуа
Франсуа Бозизе Янгувонда (фр. François Bozizé Yangouvonda; род. 14 октября 1946, Муила, Габон) — центральноафриканский государственный, политический и военный деятель; министр обороны (1979—1981) и информации и культуры ЦАР (1981—1982), президент Центральноафриканской Республики (2003—2013). Пришёл к власти в результате военного переворота, свергшего президента Анж-Феликса Патассе. После двухлетнего «переходного периода» Бозизе в 2005 году выиграл президентские выборы.

## Биография

### Военная и политическая карьера
Франсуа Бозизе родился 14 октября 1946 года в Муила на территории Габона. По этнической принадлежности — гбайя. Поступил на военную службу. В 1975 году он получил звание капитана, а в 1978 году император Жан-Бедель Бокасса произвёл его в бригадные генералы. После свержения в следующем году диктаторского режима Бокассы к власти в стране пришёл Давид Дако, который назначил Бозизе министром обороны. Во время правления Андре Колингбы генерал Бозизе с 1981 по 1982 год являлся министром информации и культуры ЦАР, но позже Колингба обвинил его в подготовке государственного переворота и в июле 1989 года он был арестован в Котону (Республика Бенин). Был заключён в тюрьму и подвергался пыткам, но в декабре 1991 года суд в Банги оправдал его.
22 августа 1993 года Франсуа Бозизе выдвинул свою кандидатуру на президентские выборы, но проиграл в первом же туре, набрав 1,5 % голосов. Президентом ЦАР тогда стал Анж-Феликс Патассе.
Долгие годы Бозизе считался сторонником Патассе, помогая ему подавлять армейские мятежи в 1996 и 1997 годах. Во многом за эти заслуги, Бозизе и был назначен главой Генштаба вооружённых сил Центральноафриканской Республики.

### Мятежник
28 мая 2001 года была предпринята неудачная попытка государственного переворота против президента Патассе. 26 октября генерал Бозизе был отстранён от должности начальника генштаба армии по обвинению в причастности к попытке переворота. 3 ноября власти попытались его арестовать, но Бозизе оказал сопротивление, в результате чего вспыхнули боевые столкновения. В ходе пяти дней боёв генерал со своими сторонниками были вытеснены из их оплота в северной Банги и бежали на север в сторону Чада. В том же месяце Патассе лишил его генеральского звания.
25 октября 2002 года силы Бозизе предприняли попытку свергнуть Патассе. В столице Банги завязались бои с применением артиллерии — сначала в юго-западной части города, в районе аэропорта, а затем на севере; бой также шёл возле президентского дворца. В сражении с мятежниками, помимо правительственных войск, участвовали ливийские солдаты и 1000 бойцов, направленных на помощь президенту командующим Освободительного движения Конго Жан-Пьером Бемба. В ходе шестидневных боёв в столице мятежники были разбиты. Но, выбив их из столицы, союзники начали грабить Банги и творить насилие в отношении её жителей, что послужило поводом для обвинения президента Патассе в злоупотреблении властью и измене родине.
В феврале 2003 года конголезцы во главе с Жан-Пьером Бембой оттеснили войска Бозизе почти к самой границе с Чадом.

### Президент
15 марта 2003 года сторонники Бозизе при поддержке артиллерии вошли в столицу страны. Они заняли аэропорт и резиденцию главы государства, затем — телевидение и радио. Президент Патассе в этот момент находился в соседнем Нигере на саммите Организации стран зоны Сахеля. Франсуа Бозизе заявил, что «свержение прежнего режима позволяет создать условия для проведения реальных демократических преобразований».
В результате переворота началась гражданская война, в страну снова были введены войска ООН.
5 декабря 2004 года в стране состоялся референдум, по итогам которого была принята новая конституция, установившая форму смешанной республики.
Во втором туре президентских выборов, прошедших в 2005 году, победу одержал Франсуа Бозизе, набравший 64,60 % голосов.
В начале марта 2004 года Центральноафриканская Республика вновь попала на первые страницы мировых газет, после того, как стало известно, что Бозизе решил предоставить убежище свергнутому гаитянскому президенту Жану-Бертрану Аристиду. Однако надолго Аристид в ЦАР не задержался.
В 2007 году гражданская война завершилась соглашением с большинством повстанческих группировок. Представители были включены в правительство. Однако, так как сами группировки разоружены не были, они фактически сохранили свое влияние.Еще одним фактором риска для ЦАР стали конфликты в соседних странах (ДРК, Уганда, Судан), откуда поступало оружие, вторгались вооружённые отряды. Полностью территорию страны правительство не контролировало.
1 декабря 2010 года Франсуа Бозизе подписал указ о полной реабилитации бывшего диктатора Жан-Беделя Бокассы, в соответствии с которым свергнутый император был «восстановлен во всех правах». Бозизе назвал Бокассу «великим гуманистом» и «сыном нации, признанным всеми в качестве великого строителя» и подчеркнул «Я хочу говорить о Бокассе. Он построил страну, а мы разрушили всё, что он построил».
На президентских выборах, прошедших 23 января 2011 года, Бозизе был переизбран, набрав 64,37 % голосов.

### Свержение
В декабре 2012 году повстанцы обвинили правительство в несоблюдении условий мирных соглашений, подписанных в 2007 году и захватили много крупных городов в центральной и восточной частях страны. 11 января 2013 года в столице Габона, городе Либревиль было подписано соглашение о прекращении огня. Повстанцы отказались от требования отставки президента ЦАР Франсуа Бозизе, в свою очередь он до 18 января должен был назначить представителя оппозиции на пост премьер-министра страны. 17 января премьер-министра Фостен-Арканжа Туадера сменил Николас Тьянгайе — кандидат, названный оппозицией.
24 марта 2013 года боевики повстанческой коалиции «Селека» захватили президентский дворец в Банги. Президент Бозизе бежал из захваченной столицы в Камерун. Лидер повстанцев Мишель Джотодиа провозгласил себя президентом, пообещав в скором времени организовать выборы.
Бозизе пытался принять участие в президентских выборах 2015 года, но ему было отказано в регистрации. Он жил в изгнании в Бенине, но в конце 2019 года вернулся в ЦАР.
Решением Конституционного суда ЦАР от 3 декабря 2020 года Бозизе не был допущен в качестве кандидата на предстоящие 27 декабря 2020 года президентские выборы. После этого правительство ЦАР обвинило его в попытке государственного переворота.

## Образ в культуре
- Фильм «Турист» 2021 года (режиссёр Андрей Батов), исполнитель роли — Мак Армель.